# Lila Tretikov
Lila Tretikov (oorspr. Russisch: Ляля Третьякова, Ljalja Tretjakova) (Moskou, 25 januari 1978) is een Amerikaans ingenieur, gespecialiseerd in bedrijfssoftware. Van mei 2014 tot en met maart 2016 was ze de Executive Director van de Wikimedia Foundation.

## Jonge jaren
Tretikov kwam op 16-jarige leeftijd vanuit Moskou naar New York. Ze leerde Engels door als serveerster te gaan werken en werd aangenomen op de Universiteit van Californië, waar ze informatica en kunst studeerde.

## Carrière
In 1999 begon Tretikov bij Sun Microsystems als ingenieur bij de Sun-Netscape alliantie om aan de Java-server te werken. Korte tijd later richtte ze GrokDigital op, een bedrijf voor marketing van technologie. Ook was Tretikov werkzaam bij SugarCRM van 2006 tot 2014 waar ze onder andere Chief Information Officer en Chief Product Officer was.
In 2012 won ze een bronzen Stevie Award in de categorie Female Executive of the Year – Business Services – 11 to 2,500 Employees - Computer Hardware & Software. In mei 2014 werd ze genoemd op de lijst van Forbes met de 100 machtigste vrouwen van de wereld.
In mei 2014 werd ze aangenomen als Executive Director van de Wikimedia Foundation, als opvolger van Sue Gardner per 1 juni 2014. Op 25 februari 2016 kondigde Tretikov aan dat ze haar ontslag had ingediend als Executive Director van de Wikimedia Foundation en dat dit ontslag is goedgekeurd door de raad van bestuur. Tretikov heeft nog tot en met 31 maart 2016 gewerkt.
- Gemeinsame Normdatei: 1314651951
- Virtual International Authority File: 747170405887544380001